# Drinomyia hokkaidensis
Drinomyia hokkaidensis là một loài ruồi trong họ Tachinidae.